# Fistulinella lutea
Fistulinella lutea är en svampart som beskrevs av Redeuilh & Soop 2007. Fistulinella lutea ingår i släktet Fistulinella och familjen Boletaceae.   Inga underarter finns listade i Catalogue of Life.